# Habrocestum flavimanum
Habrocestum flavimanum är en spindelart som beskrevs av Simon 1901. Habrocestum flavimanum ingår i släktet Habrocestum och familjen hoppspindlar. Inga underarter finns listade i Catalogue of Life.